# Копкес

Копкес — река в России, протекает в Красноярском крае. Устье реки находится в 657 км по правому берегу реки Тым. Длина реки составляет 51 км, площадь водосборного бассейна 510 км².

## Бассейн
- 32 км: Росомаха
  - 3 км: Левый Копкес
- Правый Копкес

## Данные водного реестра
По данным государственного водного реестра России относится к Верхнеобскому бассейновому округу, водохозяйственный участок реки — Обь от впадения реки Васюган до впадения реки Вах, речной подбассейн реки — Васюган. Речной бассейн реки — (Верхняя) Обь до впадения Иртыша.